# Чаффи, Джонатан
Джонатан Чаффи (англ. Jonathan Chaffee) — американский биатлонист, участник зимних Олимпийских игр 1968 года.

## Карьера и биография
Во время учёбы в Гарварде Джонатан Чаффи выступал за лыжную сборную университета и принимал участие в национальных чемпионатах 1965 и 1966 годов. После окончания университета служил в американской армии, был направлен в Форт-Ричардсон на Аляске, где проходила подготовка биатлонистов. В 1968 году занял второе место на чемпионате США по биатлону, что позволило ему попасть в олимпийскую команду. На Олимпийских играх 1968 года, проходивших во французском Гренобле, он выступил только в одной гонке – индивидуальной, в которой финишировал 49-м.
В 1967 и 1968 годах побеждал на ежегодно проводимом марафоне горы Сьюард на Аляске.
Двоюродный брат американских горнолыжников Рика и Сьюзи Чаффи, тоже участников зимних Олимпийских игр.

### Участие в Олимпийских играх
| Год  | Место проведения | Инд | Эст |
| 1968 | Гренобль         | 49  | —   |